# 九八式臼砲
九八式臼砲（きゅうはちしききゅうほう）は、1930年代中後期に開発・採用された大日本帝国陸軍の臼砲（迫撃砲）である。
名称には「臼砲」を用いているが砲身は存在せず、一般的な火砲とは構造が全く異なっており、迫撃砲の一種であるスピガット・モーター（差込型迫撃砲）に該当する。弾体と発射台だけで砲身が無いことから「ム弾」や「無砲弾」とも呼称された。

## 概要
1930年代、帝国陸軍の仮想敵国であるソ連労農赤軍の北満国境陣地（東寧方面）を突破する際、脅威となる堅牢なトーチカを破壊・埋没させるために考案・開発された兵器である。
そのため、開発は「技四甲」の名称で極秘裏に進められた。1938年（昭和13年）に九八式臼砲として制式制定された本砲は、満州にて対ソ戦を担当する関東軍に交付され、編成された秘密部隊にて大威力奇襲兵器として研究が進められ、1939年（昭和14年）のノモンハン事件には秘密保持のため、あえて実戦投入されなかった。
太平洋戦争（大東亜戦争）では緒戦の南方作戦（シンガポール攻略戦・ブキテマ高地の戦い、フィリピン攻略戦・第二次バターン半島の戦い）で初陣を飾り、末期の硫黄島の戦い・沖縄戦・占守島の戦いでもその大火力と心理的効果をもって活躍した。

## 構造
九八式臼砲の構造および外観は極めて特殊である。1936年（昭和11年）4月に陸軍大臣名義で特許出願された書類の中では、無砲弾の概念は以下のように説明されている。
発射される九八式榴弾は、有翼でロケット弾に似るが、下半分は空洞の筒になっており、噴射機能はない。対になる発射筒とは鉄ないし木製の単なる棒であり、これを地面に置いた台に立て、棒を下から弾体の下半分の筒に差し込み、弾体を立てて用意する。
台は木製の台座を重ね、さらにその上部中央に発射筒が据え付けられた。発射台の設置には、45度の傾斜面を持つ穴を掘り、この穴の中へ発射台を据えた発射台の構造は極めて簡易な上に、軽量で人力運搬も可能であった。組み立てなど射撃準備は1時間程で完成し、放列布置と発射準備を素早く行えるため、機動かつ効果的に運用できる奇襲・防衛兵器である。木製の発射筒の命数は材質上3-5発であるため、予備発射筒4本が必要だった。高低射界は設置時に発射台を斜めに傾けることで設定され、角度は45°一定である。射距離は弾体装填部の高さおよび装薬薬室の容積を変化させて調整された。発射は電気斉発または摩擦門管による個別発火にて行われる。
九八式榴弾の重量約300kg・中径330mm、威力直径は250mと大型で火薬量が多く、大火力兵器としての側面も持ち、破壊力は口径30cmの重砲たる七年式三十糎榴弾砲と同程度とされた。

## 弾道性

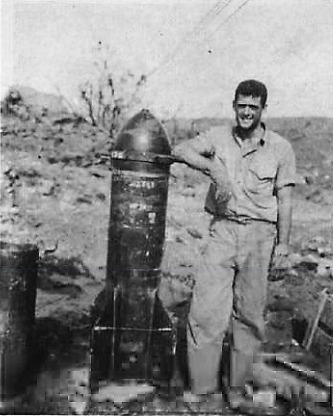
硫黄島にて鹵獲された九八式榴弾

九八式臼砲（九八式榴弾）の弾道性は良好であった。1941年（昭和16年）10月20日-24日の5日にかけ、伊良湖試験場で30発の実射試験が行われた。このデータから、陸軍技術本部は以下のような射撃試験結果をまとめた。
| 装薬量〔kg〕 | 初速〔m/s〕 | 初速公算誤差〔m/s〕 | 射距離〔m〕 | 射距離公算誤差〔m〕 | 方向公算誤差〔m〕 |
| 0.500kg      | 56.4m/s     | 0.22m/s             | 318.3m      | 2.8m                | 0.8m              |
| 0.800kg      | 76.3m/s     | 0.30m/s             | 572.2m      | 5.0m                | 0.9m              |
| 1.100kg      | 92.8m/s     | 0.36m/s             | 834.2m      | 6.4m                | 1.2m              |
| 1.400kg      | 106.7m/s    | 0.41m/s             | 1104.2m     | 7.4m                | 1.8m              |

上記の重量には全て点火薬50gを含む。また、装薬には九番管状薬を使用した。砲撃には標準的な姿勢を用いた。

## 運用
九八式臼砲は、主に軍などに直轄（独立）する砲兵部隊（「軍砲兵」）である独立臼砲大隊で運用された。1個独立臼砲大隊は3個中隊と大隊段列から編成され、1個中隊は本砲4門と段列からなる（1個大隊で12門が定数）。
携行弾定数は1門あたり12発、予備発射筒は4門であった。4門の予備発射筒と一緒に1門につき56人の段列によって輜重車車載・自動車車載・人力などで搬送された。

## 実戦

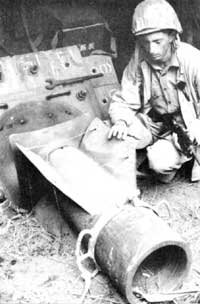
硫黄島にて鹵獲された九八式臼砲。尾部だけの状態になった砲弾が砲身に装着されている。砲弾には搬送用のハンドルが取り付けられている。

九八式臼砲は、太平洋戦争緒戦のシンガポール攻略戦に初実戦投入され、ブキテマ高地の戦いで初陣を飾った。同戦闘では高地帯に構えるイギリス陸軍陣地に対し3門の本砲が攻撃を行い、その大威力を発揮するとともに大炸裂音と爆煙をもって英軍を圧倒し、友軍地上部隊の士気高揚にも一役買うこととなった。本戦闘では九六式十五糎榴弾砲・九二式十糎加農砲・八九式十五糎加農砲といった重砲部隊（重榴弾砲・加農砲）が、ジョホール水道の渡河およびシンガポール島上陸に手間取り、前線進出が遅れていたなか、一足先に上陸し戦闘を行う事ができ、持ち前の機動力を活かすことができた。その後のフィリピン攻略戦の第二次バターン半島の戦いに各種火砲とともに投入され大威力を発揮し勝利に貢献した。一方で砲弾の部品互換性が無く、異なる砲弾の部品を混用できない弱点も明らかになった。
大戦末期の硫黄島の戦いには独立臼砲第20大隊の12門が参戦した。硫黄島戦ではその地形上、重砲（沿岸砲を除く）ではなく迫撃砲・臼砲・噴進砲が集中投入され、新型兵器である四式二〇糎噴進砲などとともにその火力と隠匿性の高さから、小笠原兵団（第109師団）の基幹として敢闘した。独臼20大隊は全弾を撃ち尽くした後、敵陣に挺身斬込を敢行し玉砕している。

## 登場作品

### 映画
『硫黄島からの手紙』
硫黄島に上陸してきたアメリカ海兵隊に対して使用され、M4中戦車を1両破壊する。
『激動の昭和史 沖縄決戦』

### 小説
『大日本帝国欧州電撃作戦』
イタリア戦線で山下将軍率いる第25軍が使用した。砲撃されたドイツ軍とイタリア軍は、砲弾の大きさから重砲による攻撃だと判断した。